# Lenartov
Lenartov (bis 1927 slowakisch auch „Lanartov“; ungarisch Lénártó) ist eine Gemeinde im Osten der Slowakei mit 1232 Einwohnern (Stand 31. Dezember 2024). Sie gehört zum Okres Bardejov, einem Kreis des Prešovský kraj, und wird zur traditionellen Landschaft Šariš gezählt.

## Geographie

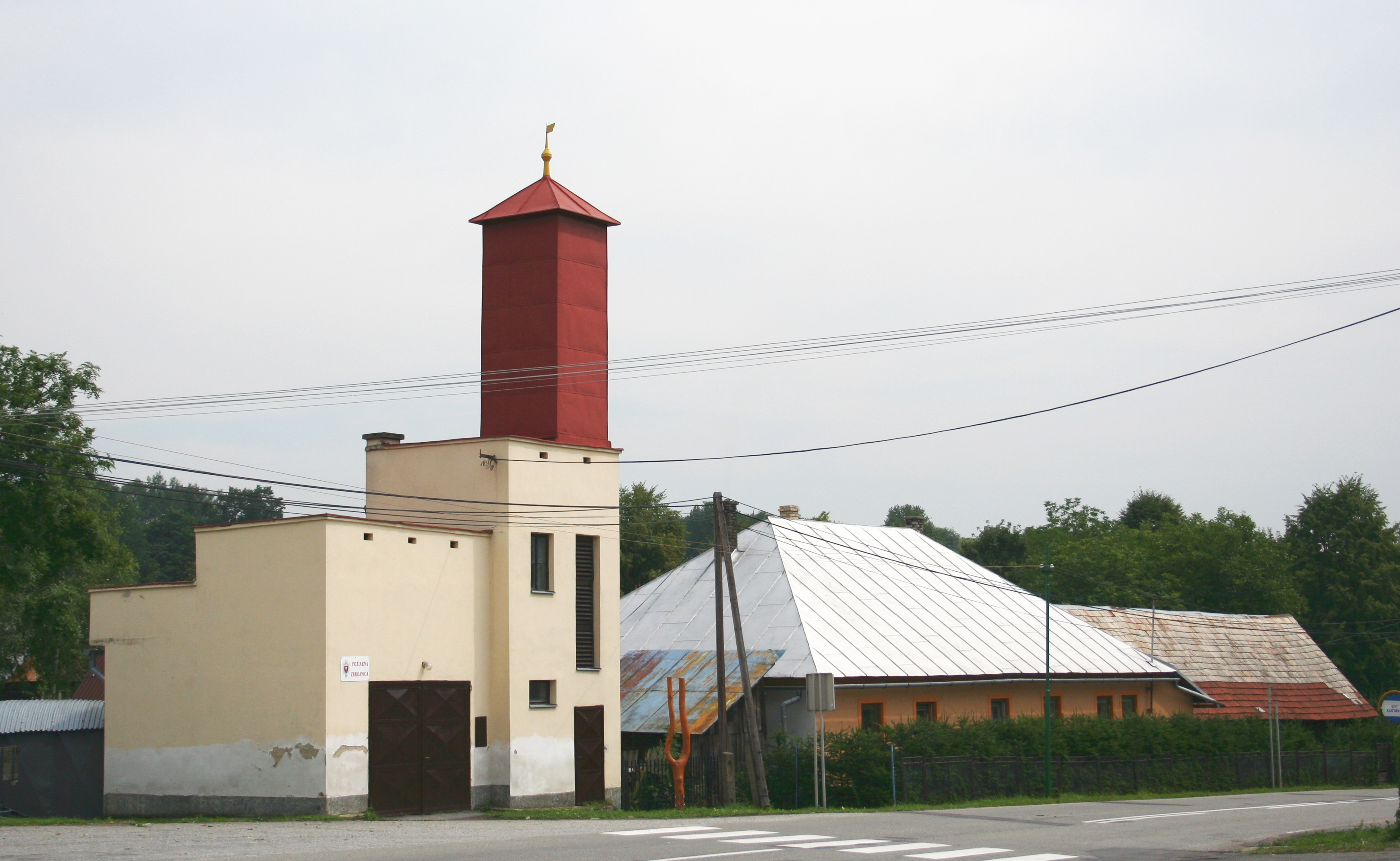
Ein Teil des Ortes, links Feuerwehrhaus der Freiwilligen Feuerwehr Lenartov

Die Gemeinde befindet sich am Westende der Niederen Beskiden sowie am Nordhang des Gebirges Čergov am Oberlauf des Baches Večný potok im Einzugsgebiet der Topľa, nahe der Grenze zu Polen. Das Ortszentrum liegt auf einer Höhe von 477 m n.m. und ist 21 Kilometer von Bardejov entfernt.
Nachbargemeinden sind Malcov im Norden und Osten, kurz Lukov im Süden, Obručné im Westen sowie Muszyna (Ortschaften Dubne und Wojkowa) (PL) im Nordwesten.

## Geschichte
Der Ort wurde 1427 zum ersten Mal schriftlich erwähnt und war damals Besitz eines gewissen Andreas aus der Liptau. In den Urkunden aus dem 16. Jahrhundert ist der Ortsname als Lenartwagas überliefert. Weitere Besitzer bis zum 19. Jahrhundert waren das Geschlecht Raszlaviczky, die Familie Kapy (17. Jahrhundert) und Graf Anhalt (19. Jahrhundert). Im Oktober 1814 fiel ein 108 kg schwerer Eisenmeteorit auf die Erde unweit des Ortes, dessen größter Teil heute im Ungarischen Nationalmuseum aufbewahrt wird. 1828 zählte man 112 Häuser und 842 Einwohner, die als Förster, Landwirte und Handwerker beschäftigt waren.
Bis 1918 gehörte der im Komitat Sáros liegende Ort zum Königreich Ungarn und kam danach zur Tschechoslowakei beziehungsweise heute Slowakei.

## Bevölkerung
| Jahr                | 1994 | 2004     | 2014     | 2024  |
| ------------------- | ---- | -------- | -------- | ----- |
| Anzahl der Personen | 786  | 984      | 1100     | 1232  |
| Unterschied         |      | +25,19 % | +11,78 % | +12 % |

| Jahr                | 2023 | 2024    |
| ------------------- | ---- | ------- |
| Anzahl der Personen | 1217 | 1232    |
| Unterschied         |      | +1,23 % |

Gemäß der Volkszählung 2011 wohnten in Lenartov 1058 Einwohner, davon 593 Roma, 423 Slowaken und ein Pole. 41 Einwohner machten keine Angabe zur Ethnie.
984 Einwohner bekannten sich zur römisch-katholischen Kirche, 19 Einwohner zur griechisch-katholischen Kirche, drei Einwohner zur orthodoxen Kirche sowie jeweils zwei Einwohner zur apostolischen Kirche und zur Evangelischen Kirche A. B. Drei Einwohner waren konfessionslos und bei 48 Einwohnern wurde die Konfession nicht ermittelt.

## Bauwerke und Denkmäler
- römisch-katholische Leonhardskirche im klassizistischen Stil aus dem Jahr 1826, 1880 erneuert